# 羅曼科克 (馬里蘭州)
羅曼科克（英語：Romancoke）是位於美國馬里蘭州安妮女王縣的一個普查規定居民點。

## 人口
根據2020年美國人口普查的數據，羅曼科克的面積為4.96平方千米，當中陸地面積為3.29平方千米，而水域面積為1.67平方千米。當地共有人口1855人，而人口密度為每平方千米373.99人。